# Луверньи
Луверньи́ (фр. Louvergny) —  упразднённая в 2016 году коммуна во Франции, в регионе Шампань — Арденны. Департамент коммуны — Арденны. Входит в состав кантона Ле-Шен. Округ коммуны — Вузье.
Код INSEE коммуны — 08261.
Коммуна расположена приблизительно в 190 км к северо-востоку от Парижа, в 75 км севернее Шалон-ан-Шампани, в 25 км к югу от Шарлевиль-Мезьера.

## История
В результате слияния коммун Ле-Шен, Луверньи и Лез-Аллё образована 1 января 2016 года комунна Берон-э-сез-Анвирон.

## Население
Население коммуны на 2008 год составляло 77 человек.
| 1962 | 1968 | 1975 | 1982 | 1990 | 1999 | 2008 |
| ---- | ---- | ---- | ---- | ---- | ---- | ---- |
| 140  | 111  | 93   | 95   | 90   | 75   | 77   |

## Администрация
| Период | Период | Фамилия         | Партия | Должность |
| ------ | ------ | --------------- | ------ | --------- |
| 1967   | 1989   | Пьер Симоне     |        |           |
| 1989   | 2008   | Элизабет Анрьо  |        |           |
| 2008   |        | Жан-Пьер Леларж |        |           |

## Экономика
В 2007 году среди 47 человек в трудоспособном возрасте (15—64 лет) 35 были экономически активными, 12 — неактивными (показатель активности — 74,5 %, в 1999 году было 56,6 %). Из 35 активных работали 33 человека (21 мужчина и 12 женщин), безработными были 2 женщины. Среди 12 неактивных 3 человека были учениками или студентами, 6 — пенсионерами, 3 были неактивными по другим причинам.

## Фотогалерея
- Церковь
- Мэрия
- Памятник погибшим в Первой мировой войне
- Придорожный крест